# Stevens Thomson Mason
Stevens Thomson Mason (ur. 29 grudnia 1760, zm. 10 maja 1803) – amerykański prawnik, wojskowy i polityk.
Podczas wojny o niepodległość Stanów Zjednoczonych służył w Armii Kontynentalnej. Był między innymi adiutantem generała George’a Washingtona podczas oblężenia Yorktown.
W 1794 roku, gdy James Monroe zrezygnował ze swojego miejsca w Senacie Stanów Zjednoczonych, został wybrany jego zastępcą. Funkcję tę piastował aż do śmierci w 1803 roku.